# Casti connubii
Casti connubii (O křesťanském manželství) je encyklika vyhlášená papežem Piem XI. 31. prosince 1930, která odsuzuje eugeniku a zdůrazňuje význam svátosti manželství jako zdroj milosti a odmítající umělou kontrolu početí a potvrzující zákaz umělých potratů. Obhajuje autoritu církve na poli morálky ve vztahu ke státu. Casti Connubii je především významná pro setrvání v jasné a nekompromisní pozici katolické církve proti antikoncepci ve srovnání s většinou protestantských denominací. Tento názor později podpořily a rozvinuly další encykliky: Humanae vitae Pavla VI. a Evangelium vitae Jana Pavla II.

## Kritika eugeniky
Papež odsuzuje tehdy časté tzv. eugenické zákony, které zakazovaly manželství a početí „dostatečně nezdravým“ jedincům nebo dokonce umožňovaly umělý potrat. Státní nebo veřejná moc nemá podle encykliky mít žádné přímé moci nad „údy svých poddaných“, a proto nikdy ani z důvodů eugenických ani z jakýchkoli jiných příčin nesmějí přímo ublížit tělu a sahat na jeho neporušenost s odvoláním na názor Tomáše Akvinského.

## Svátost manželství
Prvotní církevní učení považovalo úplnou sexuální abstinenci jako nejsvětější stav člověka a manželství bylo povoleno jen pro ty, jejichž pevnost nebyla dostatečná. Tato encyklika naopak s odkazem na sv. Augustina potvrzuje svátostnou povahu manželství a vznešenost tohoto stavu také s odkazem na sv. Pavla. Encyklika odsuzuje cizoložství, tehdejší návrhy manželství „na čas“, manželství „na zkoušku“ nebo manželství kamarádské a především rozvody a podporuje pozici ženy v domácnosti a v rodině proti cílům ve prospěch samostatné kariéry tehdejšího feministického hnutí.

## Kontrola početí a zákaz potratů
Encyklika konstatuje, že hlavním účelem sexuality je plodnost a dobro manželů. Proto má být manželské setkání otevřené i vůči přijetí dítěte, tzn. nemají se klást žádné nepřirozené překážky. Nicméně intimní život manželů je soukromou záležitostí. Církev nevydává žádné instrukce, jak jej realizovat. Přirozenou překážkou se rozumí menopauza a neplodnost. Encyklika opakuje církevní negativní stanovisko k umělým potratům.